# Nonarthra oculata
Nonarthra oculata – gatunek chrząszcza z rodziny stonkowatych.
Gatunek ten opisany został w 2002 roku przez Lwa N. Miedwiediewa.
Chrząszcz o jajowatym ciele długości 2,4 mm, z wierzchu metalicznie błękitny z okrągłą plamką na środku każdej z gęsto i dość silnie punktowanych pokryw, od spodu czarny z żółtawobrązowym odwłokiem. Wyposażona w wyraźne guzki czołowe głowa jest rzadko punktowana. Czułki brunatnoszare z żółtawobrązowymi pierwszymi czterema członami. Przedplecze 2,2 razy szersze niż dłuższe. Odnóża żółtawobrązowe z czarnymi udami.
Owad znany tylko z filipińskiej wyspy Mindanao, z prowincji South Cotabato.